# Atelier de potiers gallo-romains de La Villeneuve-au-Châtelot
La station de potiers gallo-romains de La Villeneuve-au-Châtelot est un site archéologique situé à La Villeneuve-au-Châtelot dans le département de l'Aube, en France.

## Localisation
Le site est situé sur la commune de La Villeneuve-au-Châtelot, dans le département de l'Aube en Champagne-Ardenne (région Grand Est).
Avec 18 fours dégagés, La Villeneuve-au-Châtelot est en 2003 le plus important atelier de potiers gallo-romains découvert dans le sud-ouest champenois. Le site n'est qu'à quelques kilomètres de la côte d'Île-de-France et de ses carrières d'argile. Il occupe environ un hectare de part et d'autre d'une voie romaine qui traverse la Seine toute proche. Cette situation privilégiée en termes d'approvisionnement (argile, bois, eau) et de voies de communication (route, rivière) explique sans doute la taille du site.

## Historique
Exploré de 1936 à 1984 avec des interruptions,
le site est classé au titre des monuments historiques dès 1937.

## Description
Outre les 18 fours connus, on retrouve à La Villeneuve-au-Châtelot de nombreux vestiges du travail des potiers, notamment des fossés de drainage, une fosse de décantation de l'argile, de possibles aires de séchage, des emplacements de hangars, des caves partiellement maçonnées, ainsi que 12 puits atteignant la nappe phréatique. Les ratés de cuisson utilisés en remblais fournissent aujourd'hui un abondant matériel archéologique dont quelques vases complets.
Le site commence par produire de la céramique gallo-belge en terra nigra au début du règne d'Auguste. Celle-ci est progressivement remplacée par une céramique grise rugueuse sombre à partir de l'époque flavienne. Les formes produites (plats, marmites, écuelles, vases, bouteilles et cruches, lampes et bougeoirs, etc.) et les décors de lignes tracés au peigne, sont variés mais évoluent peu au cours du temps. Les céramiques de La Villeneuve-au-Châtelot sont largement diffusées dans la région, notamment à Troyes, capitale de la cité des Tricasses en Gaule lyonnaise, et au-delà à Reims, capitale de la Gaule belgique. Le site ne fonctionne plus aux IIIe et IVe siècles.